# 史蔚馥
史蔚馥（1891年—1944年)，字从吾。江苏溧阳人。广西绥靖公署少将高级参谋。

## 生平
史蔚馥生于江苏省溧阳县草溪圩村。少时投身革命，加入陈其美组织的反清秘密团体，1911年参加辛亥上海起义。次年考入武昌陆军预备学校，1914年保送入保定陆军军官学校第三期步兵科学习。毕业后，历任排长、连长、营长等职。
1928年，史蔚馥任独立第七师上校团长，后改任第十二军第二师团长。1931年，调任中央陆军军官学校第一分校上校军事教官。1935年，任第十五军上校参谋处处长。1936年，任第四十五师少将团长、第二十师少将副师长兼参谋长。1937年，任第四集团军教导总队副总队长、第五一九旅旅长。
抗日战争爆发后，上海、南京等地相继沦陷，史蔚馥返回原籍，任国民党苏、浙、皖边区游击总指挥部少将高级参谋，从事游击作战，在敌后牵制日军。
1939年，转任兵站总监部第十六兵站少将分监，曾为参加桂南会战的中国军队星夜调运军需弹药。
1940年起，调任广西绥靖公署少将高级参谋，策划地方治安事宜。
1944年秋，日军进攻桂林、柳州等地，11月10日侵占桂林。史蔚馥随部撤退，在永福县境遭遇日军第十三师团，力战不敌被俘。日军第十三师团长赤鹿理设席置酒，劝诱他投降。史蔚馥严词拒降，并于席间痛斥日军侵略罪行，后被乱刀刺死。

## 荣誉
1947年4月12日，中华民国国民政府明令褒扬。
2015年被中华人民共和国民政部列入第二批600名著名抗日英烈和英雄群体名录。
2016年被中华人民共和国追认为烈士。